# ناتالي (مغنية)
ناتالي (بالإنجليزية: Natalie)‏ هي مغنية أمريكية، ولدت في 2 سبتمبر 1979.

## وصلات خارجية
- ناتالي على موقع ميوزك برينز (الإنجليزية)
- ناتالي على موقع أول ميوزيك (الإنجليزية)
- ناتالي على موقع ديسكوغز (الإنجليزية)